# Ryszard Pregiel
Ryszard Piotr Pregiel (ur. 14 marca 1935 w Wilnie) – działacz gospodarczy, przedsiębiorca, informatyk.

## Życiorys
W 1947 roku jego rodzina repatriowała się do Ostrzeszowa, gdzie w 1952 r. ukończył I Liceum Ogólnokształcące im. Marii Skłodowskiej-Curie. Studia kolejno techniczne, matematyczne i ekonomiczne odbył we Wrocławiu, gdzie następnie uzyskał na Politechnice Wrocławskiej stopnie naukowe doktora w zakresie telekomunikacji w roku 1969 oraz w 1979 doktora habilitowanego w zakresie automatyki i robotyki. W 1969 roku ukończył Wyższą Szkołę Nauk Społecznych przy KC PZPR. Odbył staże naukowe i zawodowe m.in. w Massachusetts Institute of Technology, Moskiewskim Państwowym Uniwersytecie Technicznym im. Baumana, Bell Telephone Laboratory i Control Data Corporation.
Po ukończeniu studiów podjął pracę w telekomunikacji, awansując z czasem na stanowisko dyrektora Okręgowego Urzędu Telekomunikacji Międzymiastowej najpierw w latach 1961–1965 we Wrocławiu, a następnie w Katowicach od 1965 do 1970 r. W latach 1970–1971 był dyrektorem Śląskiego Oddziału Instytutu Maszyn Matematycznych, a następnie do roku 1977 Instytutu Systemów Sterowania, w który Oddział się przekształcił. W 1977 r. został powołany przez Ministra Przemysłu Maszynowego na stanowisko dyrektora Centrum Naukowo-Produkcyjnego Systemów Sterowania Meraster w Katowicach, w którego skład wszedł ISS. Pod jego kierownictwem opracowano i wdrożono do produkcji wiele rozwiązań, w tym mikrokomputer profesjonalny MERA-60 eksportowany w latach osiemdziesiątych w wielkich seriach m.in. do krajów RWPG i Chin.
W 1983 r. objął funkcję prezesa Zrzeszenia Przemysłu Automatyki i Aparatury Pomiarowej „Mera” w Warszawie. W latach 1985–1990 pracował na stanowisku Podsekretarza stanu w Urzędzie Postępu Naukowo-Technicznego i Wdrożeń. W okresie transformacji ustrojowej zorganizował kilka prywatnych przedsiębiorstw nowych technologii, pełniąc między innymi funkcję prezesa Śląskiego Ośrodka Techniki Telekomunikacyjnej, prezesa Investel Internatonal i wiceprezesa zarządu Radomskiej Wytwórni Telekomunikacyjnej. W latach 2001–2004 był szefem gabinetu politycznego Ministra Infrastruktury Marka Pola.
Naukowo zajmuje się modelowaniem systemów, sterowaniem procesami oraz zastosowaniem informatyki w zarządzaniu. Jest autorem dwóch monografii, czterech podręczników akademickich i ponad sześćdziesięciu artykułów. Pracował naukowo w Katedrze Komutacji Politechniki Wrocławskiej, w Uniwersytecie Śląskim oraz Akademii Ekonomicznej w Katowicach. Pracował w Wyższej Szkole Biznesu w Dąbrowie Górniczej. 4 listopada 2013 roku został powołany w skład Rady Nadzorczej Wasko S.A.
Działał w komitetach i radach naukowych oraz stowarzyszeniach profesjonalnych. Był członkiem Komitetu do Spraw Nauki i Postępu Technicznego przy Radzie Ministrów, przez dwie kadencje w latach 1976–1982 członkiem Komitetu Informatyki PAN, członkiem Komitetu Badań Kosmicznych PAN, członkiem Sekcji Telekomunikacji Komitetu Elektroniki i Telekomunikacji PAN, prezesem Stowarzyszenia Inżynierów Telekomunikacji, prezesem Śląskiego Oddziału Polskiego Towarzystwa Cybernetycznego. Był członkiem założycielem Polskiego Towarzystwa Informatycznego. Od roku 2008 jest Prezesem Polskiej Izby Gospodarczej Zaawansowanych Technologii.
Za swą działalność został wyróżniony wieloma odznaczeniami, m.in. Krzyżem Oficerskim i Kawalerskim Orderu Odrodzenia Polski, medalem „Wybitnemu Absolwentowi Politechniki Wrocławskiej”, Złotą Odznaką Uniwersytetu Ekonomicznego w Katowicach, medalami Politechniki Śląskiej i Uniwersytetu Warmińsko-Mazurskiego, Złotą Odznaką „Zasłużonemu dla Województwa katowickiego”, nagrodą UNESCO, a także nagrodami Przewodniczącego Komitetu Nauki i Techniki oraz Ministra Nauki i Szkolnictwa Wyższego.